# Воротово (Московская область)
Воротово — деревня в Волоколамском районе Московской области России.
Относится к Теряевскому сельскому поселению, до муниципальной реформы 2006 года относилась к Шестаковскому сельскому округу. Население — 0 чел. (2010).

## География
Деревня Воротово расположена на западе Московской области, в северо-восточной части Волоколамского района, примерно в 22 км к северо-востоку от города Волоколамска. В деревне две улицы — Новая и Тихая, зарегистрировано одно садоводческое товарищество. Ближайшие населённые пункты — деревни Батурово и Шанино.

## Население
| 1852 | 1859 | 1890 | 1899 | 1926 | 2002 | 2006 | 2010 |
| ---- | ---- | ---- | ---- | ---- | ---- | ---- | ---- |
| 129  | ↗145 | ↗205 | ↘171 | ↗178 | ↘0   | →0   | →0   |

## История
В документе, датируемом 1479—1494 гг., упоминается как деревня Воронцово, в 1569 году уже как Воротово.
В «Списке населённых мест» 1862 года Воротово — казённая деревня 1-го стана Клинского уезда Московской губернии по левую сторону Волоколамского тракта, в 36 верстах от уездного города, при колодцах, с 23 дворами, фабрикой и 145 жителями (70 мужчин, 75 женщин).
По данным на 1890 год входила в состав Калеевской волости Клинского уезда, число душ составляло 205 человек.
В 1913 году — 34 двора и отбельно-клеильное заведение.
В 1917 году Калеевская волость была передана в Волоколамский уезд.
По материалам Всесоюзной переписи населения 1926 года — деревня Шанинского сельсовета Калеевской волости Волоколамского уезда, проживало 178 жителей (75 мужчин, 103 женщины), насчитывалось 35 крестьянских хозяйств.
С 1929 года — населённый пункт в составе Волоколамского района Московской области.

## Достопримечательности
В 0,5 км к югу от деревни находится особо охраняемая природная территория — государственный природный комплексный заказник регионального значения «Верховья реки Большой Сестры».